# Rudolf Lipschitz

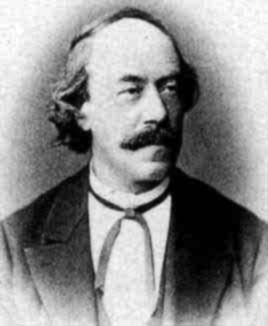
Rudolf Lipschitz

Rudolf Otto Sigismund Lipschitz (Koningsbergen,  14 mei 1832 - Bonn, 7 oktober 1903) was een Duitse wiskundige.
Lipschitz begon zijn studie wiskunde in 1847 aan de Universiteit van Königsberg. Later ging hij naar Berlijn en in 1853 behaalde hij zijn doctoraat bij Johann Dirichlet en Martin Ohm. Vanaf 1857 was hij privaatdocent aan de Berlijn, In hetzelfde jaar trouwde hij met Ida Pasha. 1862 werd hij benoemd tot buitengewoon hoogleraar aan de Universiteit van Breslau. 1864 kreeg hij een vaste leerstoel aan de Universiteit van Bonn. Daar was Felix Klein eerst een van zijn studenten en later enige tijd zijn assistent.
Lipschitz werkte op een breed scala van terreinen, zowel op het gebied van de zuivere als de toegepaste wiskunde: getaltheorie, algebra's met involuties, analyse, differentiaalmeetkunde en de klassieke mechanica.
Hij werd in het bijzonder bekend door zijn Leerboek van de analyse (2 delen, Bonn 1877 en 1880). Vandaag de dag nog van bijzonder belang is het door hem ontwikkelde begrip van de Lipschitz-continuïteit. Ook heeft hij onderzoek gedaan op het gebied van de differentiaalvormen en de mechanica, met name de Hamilton-Jacobi methode voor het oplossen van bewegingsvergelijkingen. Daarnaast is een convergentiecriterium voor Fourierreeksen naar hem genoemd.
Hij ligt begraven op de Poppelsdorfer begraafplaats in Bonn.

## Werken
- (de)  Determinatio status magnetici viribus inducentibus commoti in ellipsoide. Dissertatie Berlijn (1853)
- (de)  Wissenschaft und Staat (Wetenschap en staat), Bonn (1874)
- (de)  Bedeutung der theoretischen Mechanik (Belang van de theoretische mechanica), Berlijn (1876)
- (de)  Lehrbuch der Analysis (Leerboek van de analyse), 2 delen Bonn (Deel 1: 1877 en heruitgave 2006; Deel 2: 1880)
- (de)  Untersuchungen über die Summen von Quadraten (Onderzoekingen naar de sommen van kwadraten), Bonn (1886)